# Miles (Iowa)
Miles é uma cidade localizada no estado americano de Iowa, no Condado de Jackson.

## Demografia
Segundo o censo americano de 2000, a sua população era de 462 habitantes.
Em 2006, foi estimada uma população de 455, um decréscimo de 7 (-1.5%).

## Geografia
De acordo com o United States Census Bureau tem uma área de
3,0 km², dos quais 3,0 km² cobertos por terra e 0,0 km² cobertos por água. Miles localiza-se a aproximadamente 244 m acima do nível do mar.

## Localidades na vizinhança
O diagrama seguinte representa as localidades num raio de 12 km ao redor de Miles.